# Йована Терзіч
Йована Терзіч (15 травня 1999) — чорногорська плавчиня.
Учасниця Олімпійських Ігор 2016 року.